# アーバノート

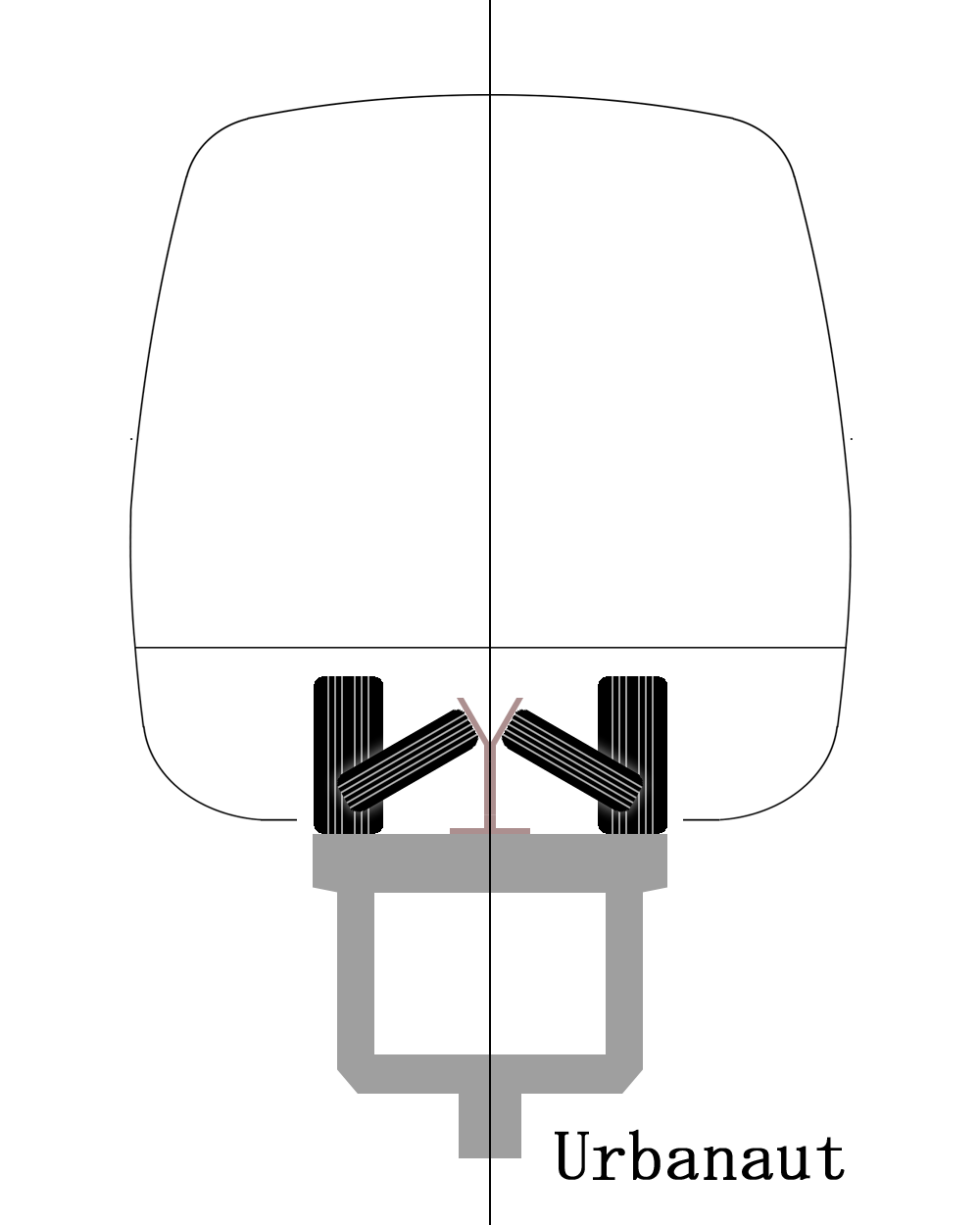
アーバノートの模式図。ガイドタイヤは傾けられている。

アーバノート（Urbanaut）は、跨座式モノレールの一種。「逆T字方式（Inverted-T）」に分類される。アメリカ合衆国のアーバノート・モノレール・テクノロジー社が開発した。

## 概要
アーバノートは、跨座式モノレールとしてほぼ覇権を握ったアルヴェーグ式の開発にもたずさわった技術者エイナー・スヴェンソン（Einar Svensson）が、アルヴェーグ式の後継となるものとして開発した次世代モノレールである。シーメンスのSIPEMと同様、走路・車輌だけではなく、運転制御機能や駅設備などを含むシステムとして開発された。原則として運転士は搭乗せず自動運転が行われる。
アーバノートでは、幅1.1メートルの走路上にY字型断面のガイドレールを設置し、そのガイドレールに従って車輌が走行する。構造は、「モノレール」というよりは「中央軌条式の案内軌条式鉄道」に近いが、アーバノート・モノレール・テクノロジー社は「モノレールである」と主張している。

## 特徴
アーバノート・モノレール・テクノロジー社は、「アーバノートはアルヴェーグ式と比べて以下の利点がある」と説明している。
1. 地表設置・トンネル構造の場合、走路幅だけコンクリートで舗装しその上にガイドレールを設置するだけで済み、レールとなる大規模なビームを設置する必要がない。
2. 分岐は、走路はそのままにガイドレールだけを切り替えることで実現できる。そのため、走路まるごと切り替える必要があるアルヴェーグ式と比べて、非常に小規模で安価なものとなる。また、同一平面の交差を作ることも可能。
3. 車高は、アルヴェーグ式と比べ、40-60％程度におさえられる。高さが大きく減ることから、トンネル構造にした場合トンネル断面積を半分程度にまで縮小することができ、建設費を大幅に削減できる。
4. 車輌重量は、標準的な車体で1輌あたり3-4トン程度におさえられている。軽量な車輌としたことなどの結果、アルヴェーグ式と比べて全体のコストは半分程度に減らすことが可能である。他の交通システムと比べてもコスト的優位性がある。

## 適用範囲
車輌は複数のタイプが提案されている。
最も小型のPRT（Personal Rapid Transit）用のものは全長3メートル・定員6名である。
通常交通機関型の車輌は、単行用で全長9.5メートル・定員70名程度。編成とした場合には、たとえば7輌編成では全長50メートル・定員400名程度になる（標準は3輌編成）。制御システムが許容する最短運転間隔は90秒。一時間あたりの輸送力は、設備規模によって2000-40000人程度の範囲で調整が可能。
標準的な車輌のサイズは、全高約3メートル、幅は2.35メートル。

## 性能・構造
アーバノート・モノレール・テクノロジー社は、大別して2種類のアーバノートを提案している。ひとつはゴムタイヤを使った堅実なシステムであり、もうひとつは「セミマグレブ」と名づけられた磁気浮上を採用した冒険的なシステムである。

### ゴムタイヤ式
アーバノート・モノレール・テクノロジー社は「the Rubber Tire Wheel Urbanaut MONORAIL」と呼んでいる。
ゴムタイヤ式の最小半径は38メートル、最大勾配は120パーミルである。
車輌は、一対の重量負担用タイヤと二対のガイドタイヤを持つボギー台車を、1輌あたり2台備えている。駆動方法は、カルダンドライブによるもの、ダイレクトドライブによるもの、リニアモーターによるものが用意されている。カルダンドライブの場合の到達速度は発車から1.6キロ地点で100キロ／毎時。ダイレクトドライブでは最高速度を160キロ／毎時まで向上させることができるとしている。

### セミマグレブ式
アーバノート・モノレール・テクノロジー社は「the SemiMaglev Urbanaut MONORAIL」と呼んでいる。
ゴムタイヤ式と同様に車輌は1輌あたり2台の台車によって支えられる。ガイドウェイあるいは路盤と車輌に設置した磁石で車体を浮上させ、またガイドウェイと車輌側の磁石で案内を行う。浮上用・案内用の磁石のほかに、停止時に車重を支える車輪と補助用のガイドタイヤを備える。駆動方法はリニアモーター。
セミマグレブ式は開発途上であり、いくつかのレイアウトが検討されている。セミマグレブ式のアーバノートの最高速度は225キロ／毎時と見込まれている。

## 路線
2018年現在、導入予定の路線はない。
かつては、ゴムタイヤ式のアーバノートを採用した最初の路線として、韓国・仁川駅と月尾島を結ぶ「月尾銀河レール」が計画されていたが、試運転時に相次ぐトラブルにより安全性の問題が指摘され、現在は小型モノレール事業に転換している。

## 外部サイト
- The Urbanaut Monorail Technology